# Puerto de Valparaíso

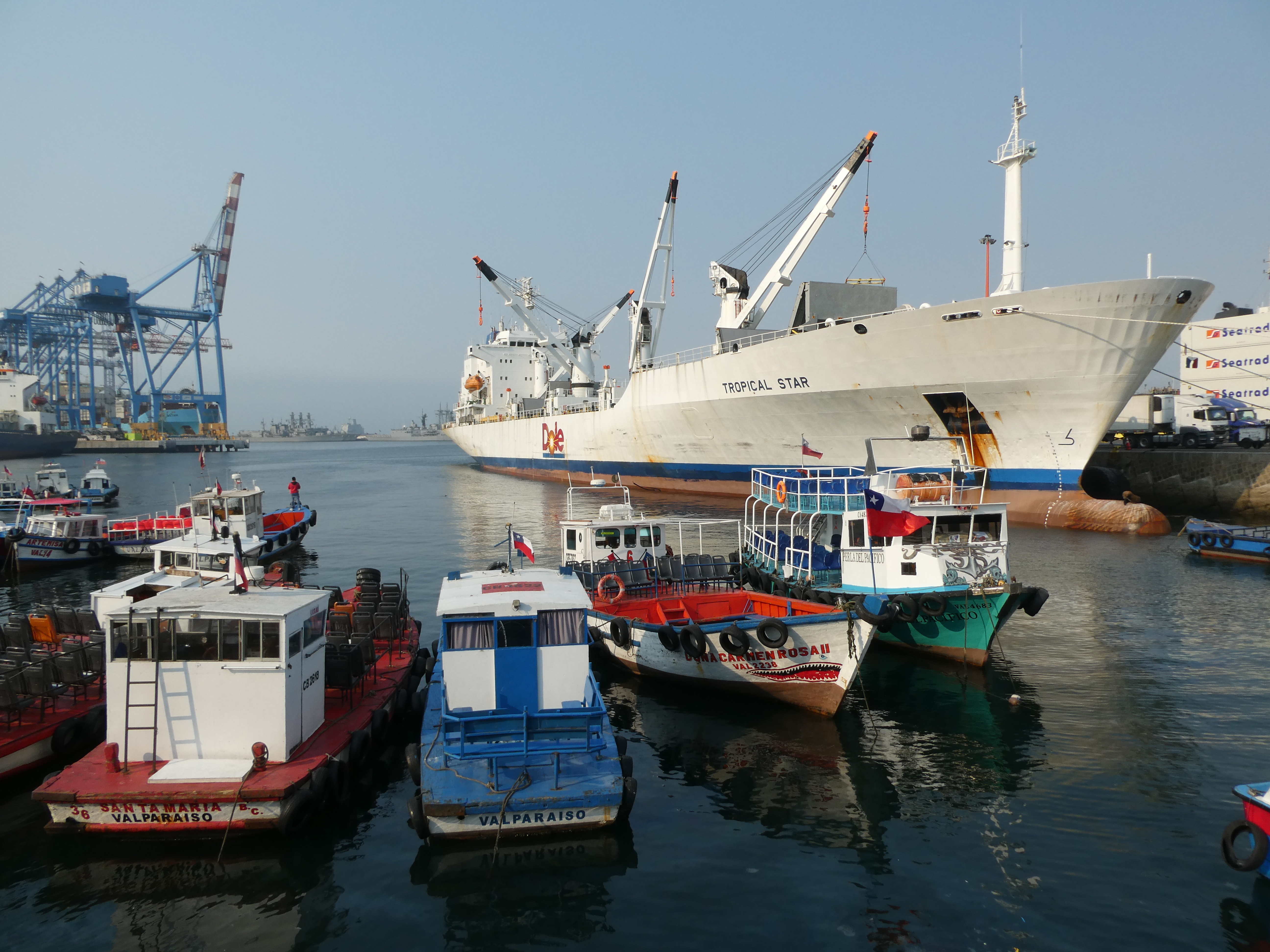
A la derecha, el buque frigorífico Tropical Star.

El puerto de Valparaíso es el terminal marítimo ubicado en la ciudad del mismo nombre en la Región de Valparaíso, Chile. Es el puerto con mayor llegada de pasajeros del país y el segundo con mayor movimiento de contenedores, tras San Antonio. Anualmente transfiere más de 10 millones de toneladas de carga general y por sus terminales pasan sobre el 30% de todo el comercio exterior del país. Asimismo, por temporada, atiende a cerca de 40 cruceros y 100 mil visitantes. El puerto de Valparaíso se puede dividir en: el puerto comercial (principalmente carga en contenedores), el puerto ciudadano (cruceros). Cada una de estas actividades dispone de un espacio propio y segregado de las otras, con instalaciones y personal especializado.

## Historia

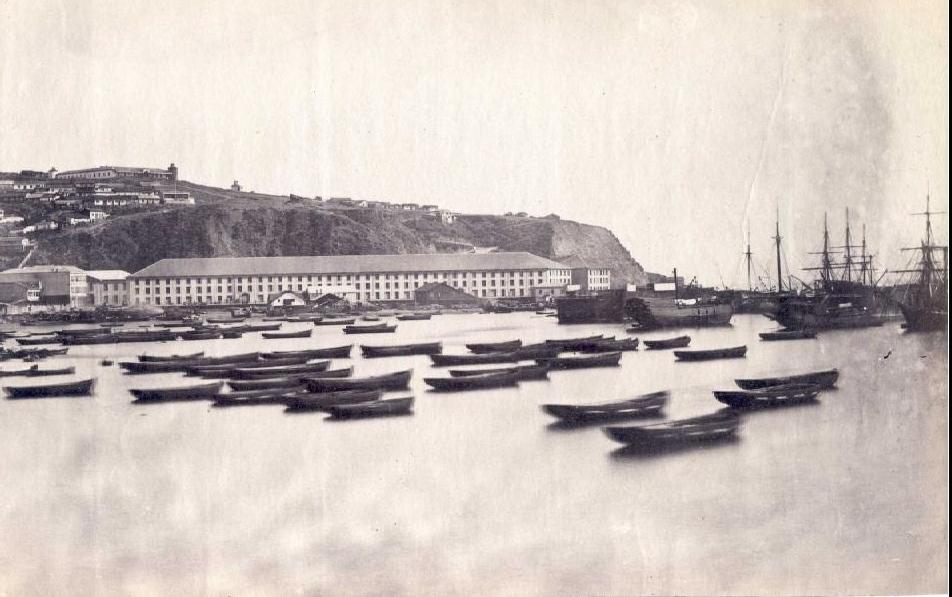
Grandes almacenes francos en 1863, muy afectados por bombardeos en 1866.

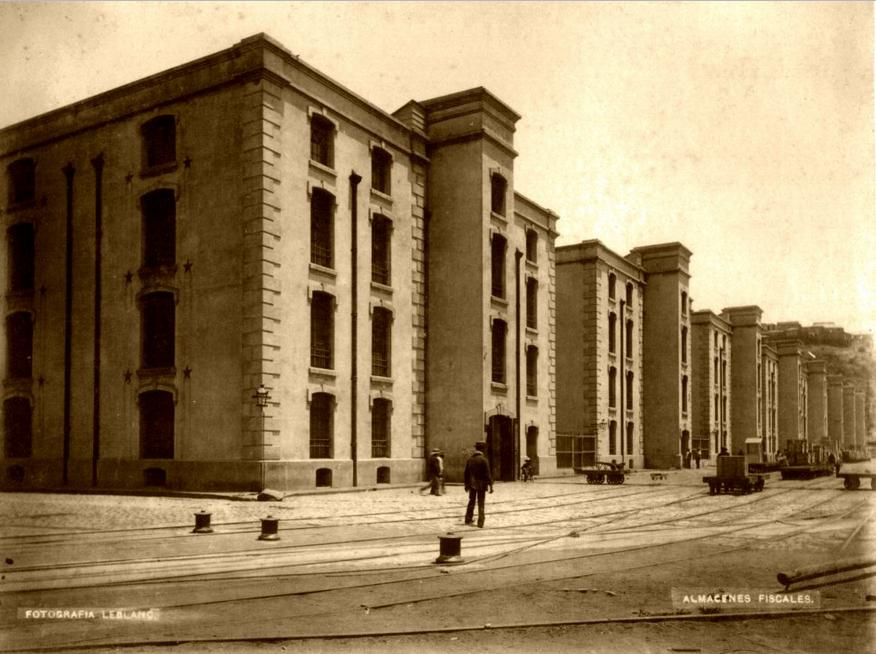
Almacenes francos en 1888.

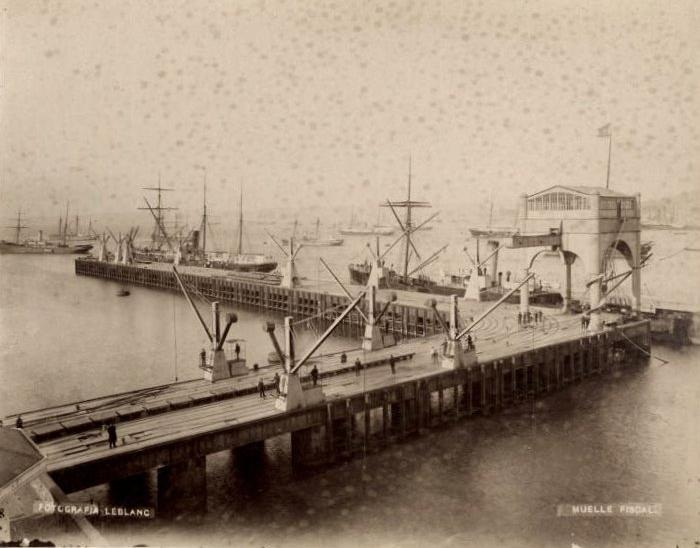
Muelle fiscal en 1888.

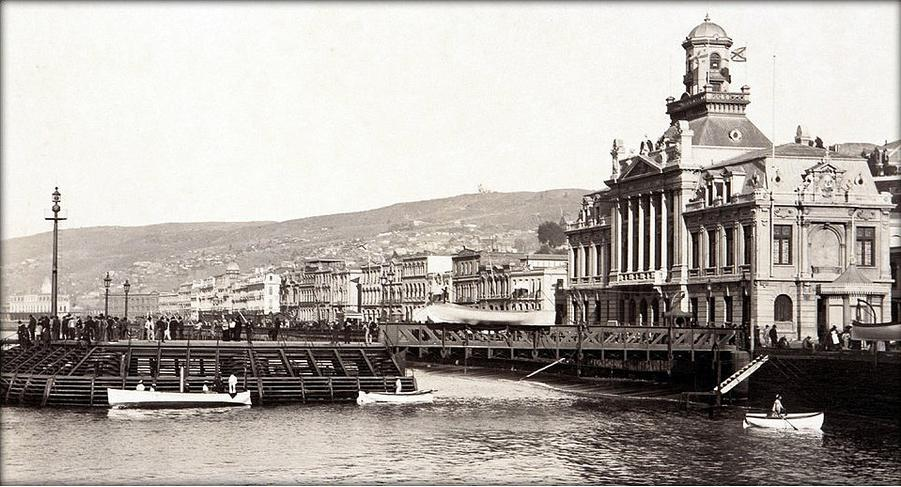
Muelle de Pasajeros.

La ciudad de Valparaíso recibió su primera embarcación en 1536. Fue el arribo del Santiaguillo, nave que apoyaba la expedición de Diego de Almagro. La ensenada estaba habitada por los changos, indígenas pescadores, que utilizaban para sus faenas balsas hechas con cuero de lobo y tablillas de madera. Los indios changos llamaban Quintil a esta bahía.
Hacia 1810 Valparaíso estaba conformado por dos aldeas, separadas por una puntilla rocosa llamada Cabo: eran el Almendral y el Puerto. En las cercanías del Cabo, un acaudalado comerciante había construido un muelle llamado Villaurrutia, frente a la cueva del Chivato donde hoy se encuentra el edificio del diario El Mercurio de Valparaíso. En esa época, el mar llegaba hasta las actuales calles Bustamante, Serrano, Prat y Esmeralda; es decir, hasta los pies de los cerros.
El muelle Villaurrutia, único existente en Valparaíso en esa época, presentaba un doble valor histórico: fue el primer muelle con que se contó en Chile y el único muelle construido durante La Colonia. Como consecuencia de la absoluta libertad de comercio, y del establecimiento de almacenes de depósito de mercaderías, el progreso de Valparaíso fue muy rápido: En 1810 tenía 5.000 habitantes, pero en sólo 12 años los había más que triplicado, llegando a los 16.000.
En 1822 recaló el primer barco de vapor, el Rising Star y en noviembre de ese mismo año se produjo un terremoto que destruyó gran parte de la ciudad, dejando 78 muertos y 110 heridos.
El terremoto sólo fue un freno momentáneo del progreso. A los pocos meses se produjo un fuerte auge de la edificación. Se iniciaron luego trabajos de relleno de explanadas para empezar a ganarle terreno al mar, ya que en un comienzo sólo existía una calle longitudinal, que trazada al pie de los cerros, unía las aldeas del Puerto y el Almendral. Por ello, donde antes fondeaban naves, se levantaron casas y se trazaron calles.
Entre 1810 y 1831 se construyeron otros muelles para responder al avance comercial del tráfico internacional, a lo cual se sumó en 1832 el levantamiento de los primeros almacenes francos para el depósito de cargas provenientes de Europa y Asia.
Esta infraestructura convirtió al puerto en el emporio comercial del Pacífico Sur durante gran parte del siglo XIX e inicios del siglo XX. Era tal la magnitud de esta actividad que llegó a haber 3 líneas de almacenes francos en Valparaíso, lo que se logró luego de ganar nuevos terrenos al mar, dando un impulso notable al puerto.
Entre 1870 y 1876 se realizaron obras de modernización en el puerto. Se construyó el Muelle Fiscal, primera obra portuaria de categoría que se ejecutaba en el país. El muelle tenía forma de "L" y contaba con una grúa principal de 35 toneladas de levante. Su extensión permitía el atraque de 2 naves modernas de la época. La instalación prestó servicios hasta 1919 aproximadamente, año en que quedó dentro de las obras del nuevo puerto.
Tras la apertura del Muelle Fiscal, se inició la construcción de un atracadero para el tránsito de pasajeros denominado Muelle Prat, el cual fue terminado en 1884. Este amplio recinto de madera, que se adentraba varias decenas de metros hacia el mar y que estaba ubicado a espaldas del Monumento a los Héroes de Iquique, sirvió además de paseo para los habitantes de la época. Tal como el Fiscal, este muelle fue reemplazado durante las obras del nuevo puerto.

### Construcción del puerto

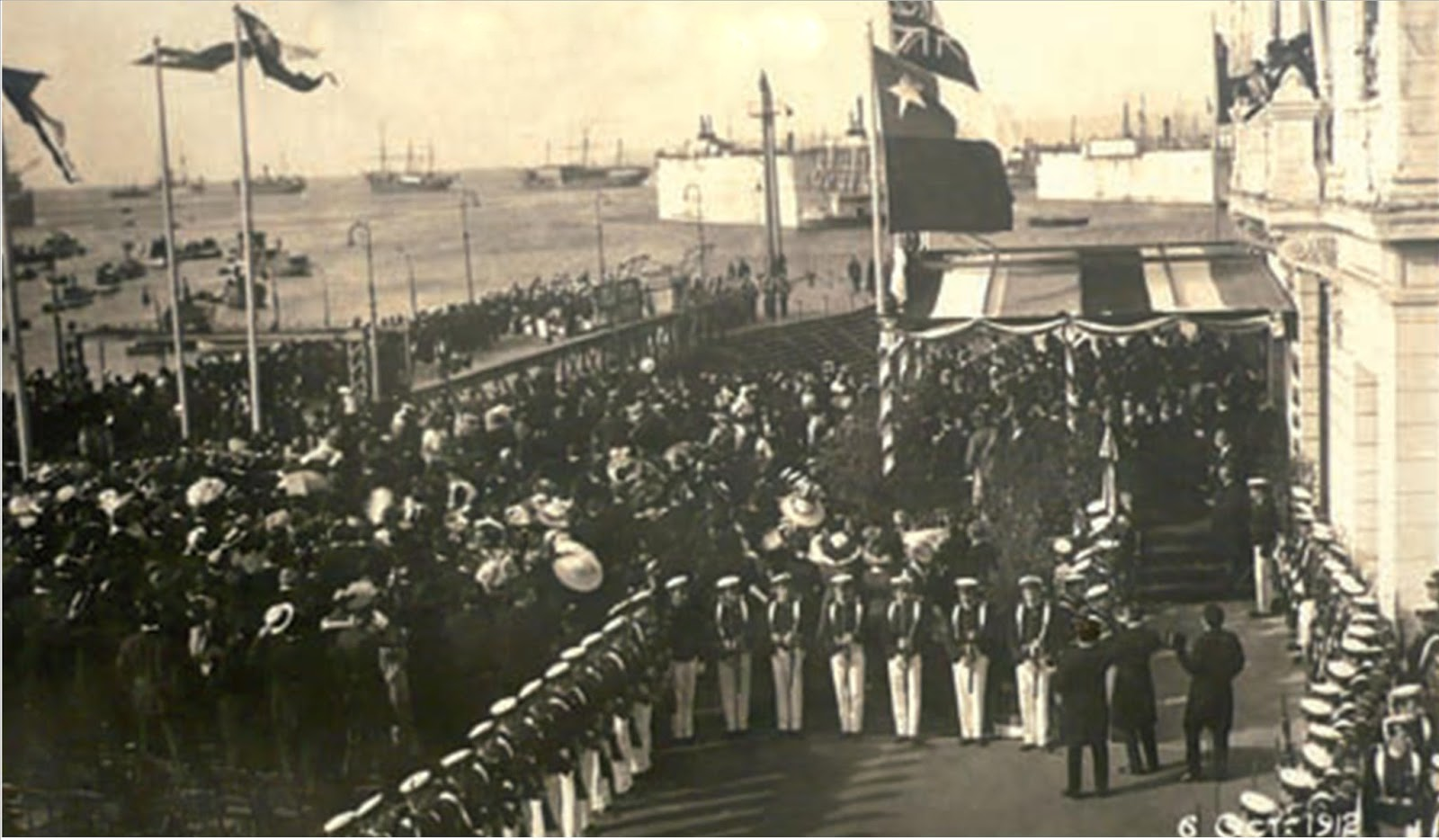
Inauguración puerto en 1912

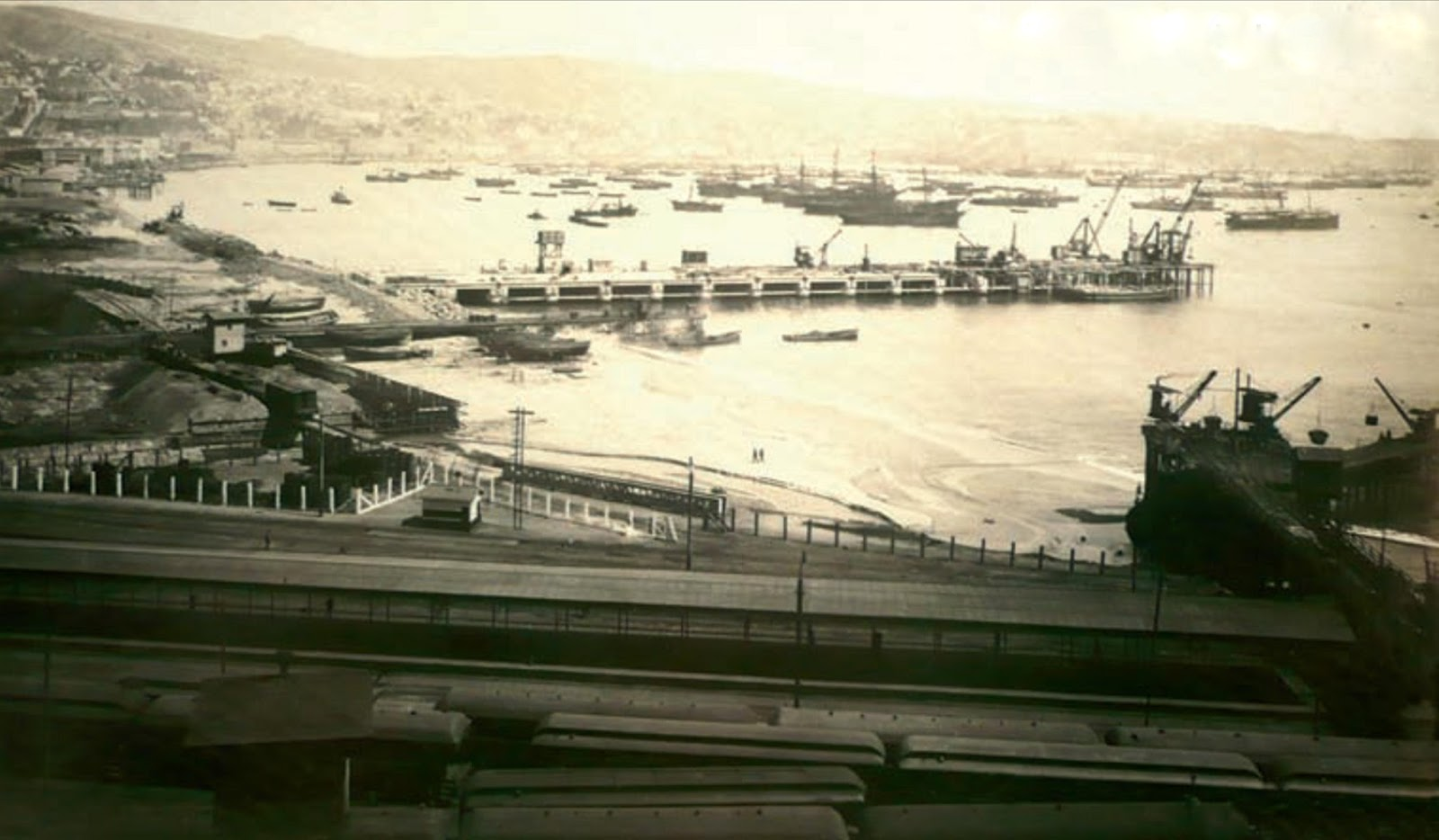
Muelle Barón, 1914

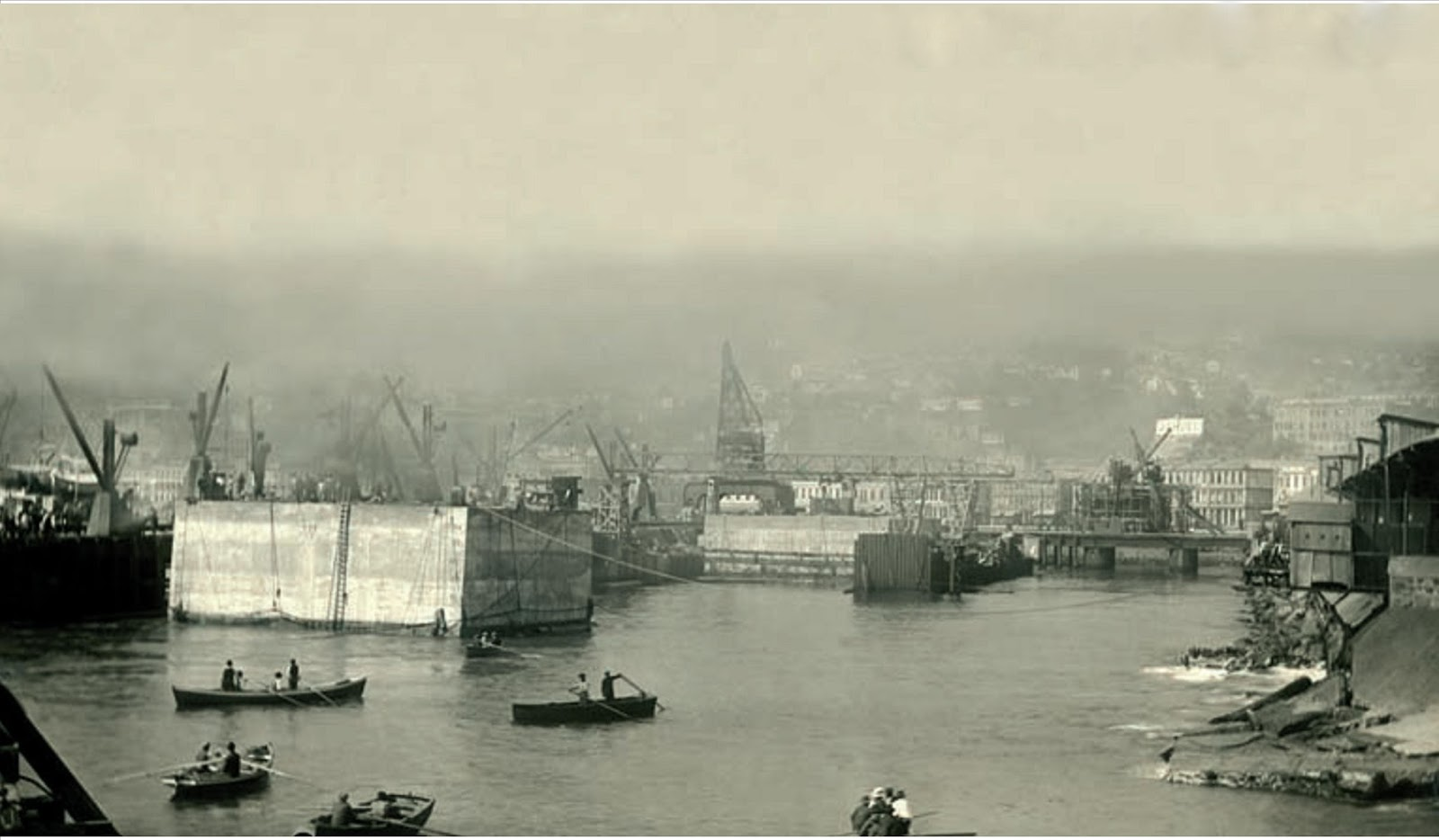
Construcción molo de abrigo, 1917

Entre 1910 y 1930 se levantó gran parte de la actual infraestructura del puerto, que incluyó faenas de relleno que ganaron terrenos al mar. Era muy necesario, pues antes de la inauguración del Canal de Panamá (1914), la totalidad de los barcos pasaban por sus costas luego de cruzar los océanos por el agitado Estrecho de Magallanes. Fueron sus años de mayor apogeo.
El 7 de septiembre de 1910 se aprobó la Ley N.º 2.390 que asignaba fondos para la construcción de los puertos de Valparaíso y San Antonio, además de disponer de la recién creada Comisión de Puertos.
En mayo de 1912 se iniciaron los trabajos en Valparaíso, a cargo de la firma inglesa S. Pearson and Son Ltd, consagrados en dos contratos, desarrollados entre 1912 y 1923 y entre 1923 y 1930. Los plazos programados inicialmente por los británicos no se pudieron cumplir, debido a la dificultad para adquirir materiales en Europa a causa de la I Guerra Mundial. Finalmente, las obras concluyeron satisfactoriamente en 1930.
Los trabajos efectuados levantaron la actual infraestructura que posee el puerto, como el molo de abrigo (1000 m de longitud y 55 m de profundidad), malecones y terminales de atraque, el Espigón y el Muelle Barón.
Una de las grandes inversiones en la ciudad fue la construcción del molo de abrigo del puerto. Fue en un momento propicio pues factores adversos como la caída de la demanda por salitre, la 1º Guerra Mundial, la apertura del Canal de Panamá en 1914 y la crisis económica mundial de 1929, le quitaron protagonismo y progreso a Valparaíso como el puerto de la costa Pacífico Sur.
Después de 1930 no se han construido nuevas obras fundamentales en Valparaíso y los trabajos ejecutados hasta la fecha se relacionan con mantención, reparaciones, construcción de obras complementarias, remodelaciones y organizaciones para adaptarse a los cambios ocurridos en el transporte marítimo como el empleo del contenedor.

## Administración del puerto

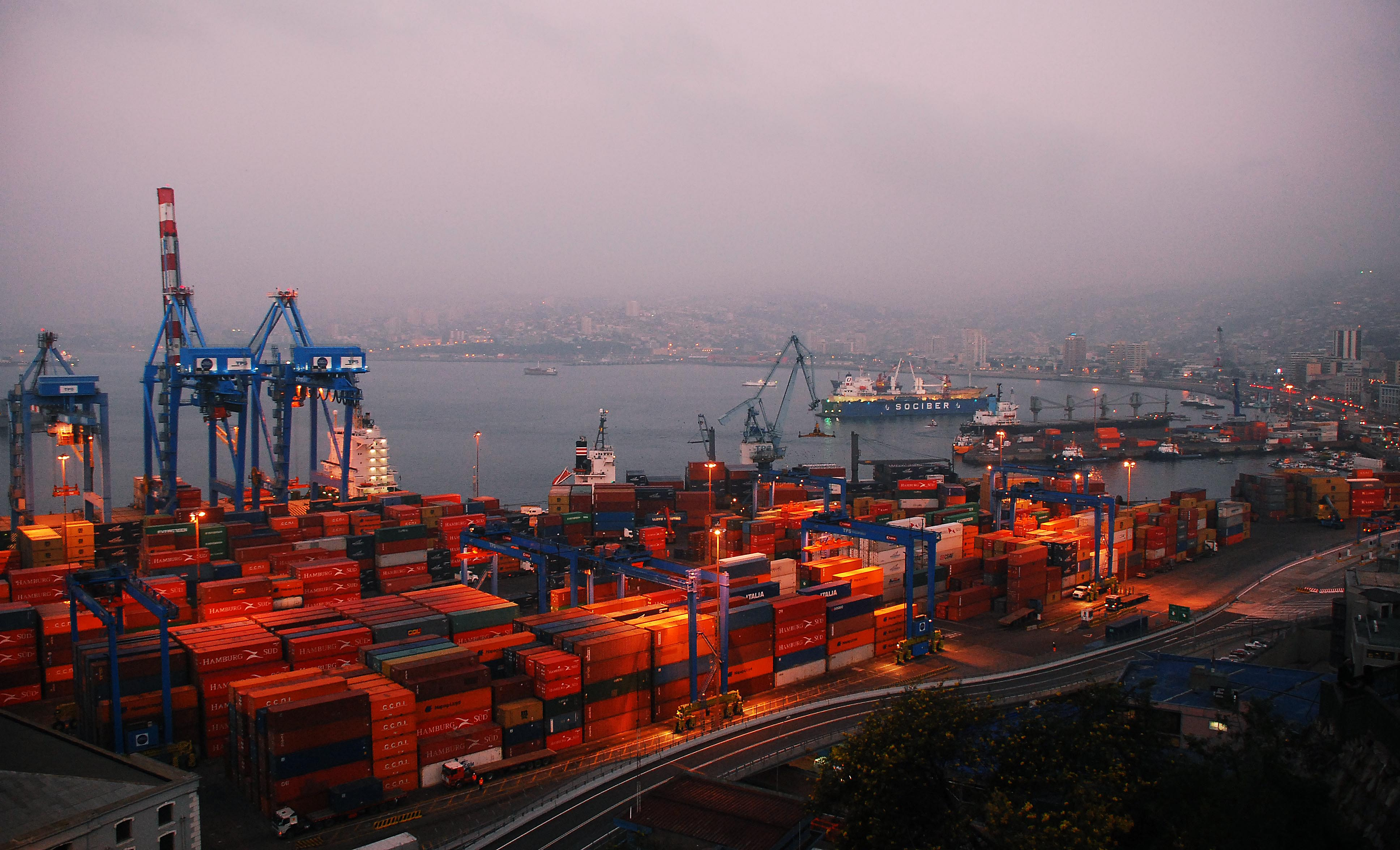
Contenedores y grúas en el puerto.

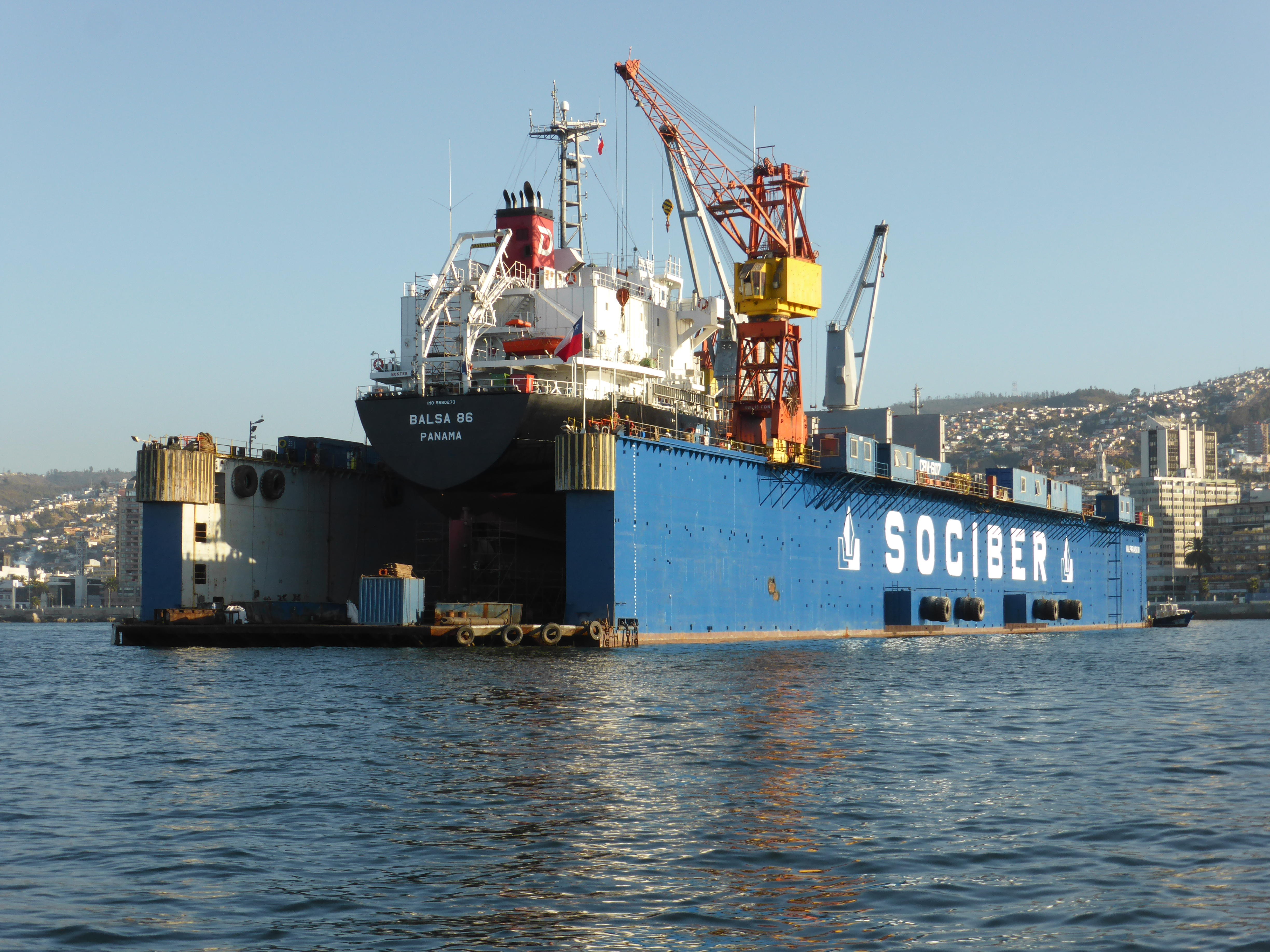
Dique flotante Valparaíso III, del año 1985. En reparación se encuentra el carguero panameño Balsa 86.

El puerto de Valparaíso fue administrado por diversos organismos del Estado. El más emblemático nace el 6 de abril de 1960, denominado Empresa Portuaria de Chile, Emporchi, una entidad administrativa central y autónoma, a cargo de la explotación y administración de los puertos estatales.
A partir de 1982, con el auge del contenedor, se inicia un proceso de modernización de superestructura, equipos y administración. Se construyen explanadas, se adquiere equipamiento moderno y se cambia el sistema de operación portuaria, incorporándose finalmente el sector privado a las operaciones de movimiento de carga en el puerto.
En 1985, la zona central de Chile se vio afectado por un terremoto que dejó parte de los terminales portuarios de la Región en mal estado. El proceso de reparación del puerto de Valparaíso demoró 9 años, iniciándose en 1990 con la reconstrucción de las explanadas y el Muelle Barón. En 1995 comienza la última y más importante etapa de restauración, que contempló la recuperación y modernización de los sitios 1, 2 y 3, la cual culminó en enero de 1999.
En tanto, el crecimiento del comercio exterior chileno y la evolución tecnológica del transporte marítimo, plantearon la necesidad de invertir en infraestructura y equipamiento. Por esto, el Gobierno impulsó la Ley N.º 19.542 de Modernización Portuaria, mediante la cual los diez puertos estatales a cargo de Emporchi pasaron a constituirse en empresas autónomas, encargadas de incentivar la eficiencia e inversión, a través de la concesión portuaria a privados.
El 19 de diciembre de 1997 la citada ley es publicada en el Diario Oficial y el 31 de enero de 1998 se constituye Empresa Portuaria Valparaíso (EPV), la cual se ha abocado a cumplir con el desarrollo de los objetivos planteados en la política de modernización.
A fines de 1999 se licita el Frente de Atraque N.º 1 del puerto de Valparaíso (sitios del 1 al 5), siendo adjudicado al consorcio chileno-germano formado por Inversiones Cosmos Ltda., quienes comenzarán a operar dicho Terminal a partir del 1 de enero de 2000, pasándose a llamar Terminal Pacífico Sur Valparaíso Sociedad Anónima, conocida popularmente como TPS Valparaíso.
Por su parte, EPV continúa administrando los sitios 6, 7 y 8, ubicados en el Terminal N°2 o Espigón, y los sitios 9 y 10, convertidos en el año 2002 en un atractivo espacio público denominado Paseo Muelle Barón.
Entre el año 2002 y 2007, EPV firmó contratos de concesión con importantes empresas del sector privado, para el desarrollo de obras y proyectos de alto valor para el puerto y la ciudad, en el ámbito de la industria de cruceros, el turismo y la logística.
En el año 2008 inicia sus operaciones la Zona de Extensión de Apoyo Logístico, ZEAL (www.zeal.cl), la más moderna plataforma, que concentra la zona primaria del puerto y un área de servicios especiales para la carga, el extraportuario el sauce. Junto con esto, el puerto empieza a operar con la nueva ruta Camino La Pólvora (acceso sur a Valparaíso).
Actualmente, Valparaíso es el principal puerto de contenedores y pasajeros de Chile y uno con los de mayor actividad de Sudamérica. Anualmente transfiere más de 10 millones de toneladas de carga general y por sus terminales pasan sobre el 30% de todo el comercio exterior del país. Asimismo, por temporada, atiende a cerca de 40 cruceros y 150 mil visitantes.